# Caniça

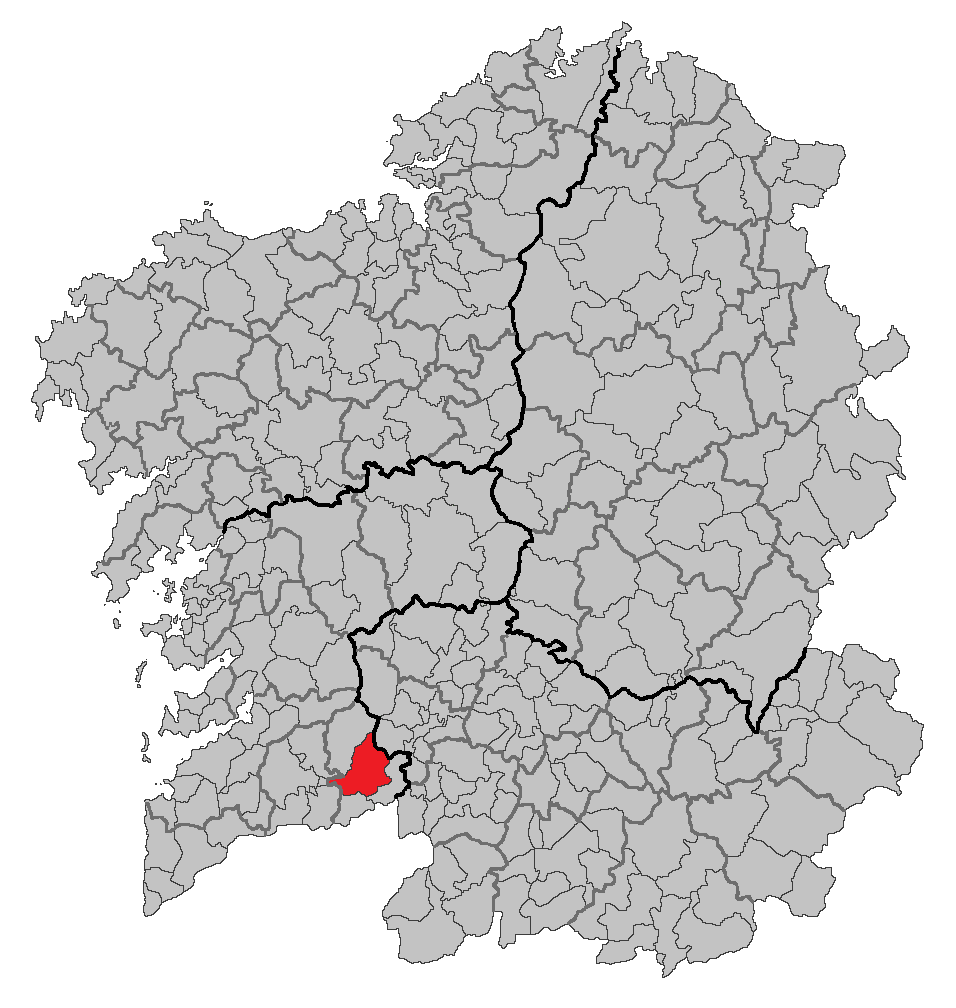
Localização de A Cañiza

A Caniça (em normativa RAG e oficialmente, A Cañiza) é um município da Espanha na província de Pontevedra, comunidade autónoma da Galiza, de área 108,1 km² com população de 5 180 habitantes (2019) e densidade populacional de 62,83 hab/km².

## Demografia
| Variação demográfica do município entre 1991 e 2004 | Variação demográfica do município entre 1991 e 2004 | Variação demográfica do município entre 1991 e 2004 | Variação demográfica do município entre 1991 e 2004 | Variação demográfica do município entre 1991 e 2004 | Variação demográfica do município entre 1991 e 2004 | Variação demográfica do município entre 1991 e 2004 |
| --------------------------------------------------- | --------------------------------------------------- | --------------------------------------------------- | --------------------------------------------------- | --------------------------------------------------- | --------------------------------------------------- | --------------------------------------------------- |
| 1991                                                | 1996                                                | 2001                                                | 2004                                                | 2010                                                | 2015                                                | 2019                                                |
| 8025                                                | 7695                                                | 7194                                                | 6782                                                | 6517                                                | 5230                                                | 5180                                                |